# Championnats de France de ski big air
Les Championnats de France de ski big air (l'une des 6 disciplines du ski acrobatique), sont une compétition créée par la Fédération française de ski (FFS).

## Organisation
Chaque année, une station française organise cette compétition. 
Chaque titre se dispute sur une épreuve unique. Des médailles d'or, d'argent et de bronze sont décernées aux trois premiers de chaque épreuve. Les skieurs étrangers qui participent aux courses  ne sont pas intégrés dans les classements spécifiques des championnats de France.
À l'occasion de ces championnats, des épreuves spécifiques sont organisées pour les catégories « jeunes ».

## Palmarès[1],[2]

### Hommes
| Année                                    | Station     | Or                    | Argent                  | Bronze           |
| Les données manquantes sont à compléter. |             |                       |                         |                  |
| 2002                                     | La Plagne   | Florent Cuviller      | Baptiste Collomb-Patton | David Lacote     |
| 2003                                     | Alpe d'Huez | Aurélien Fornier      | Alexandre Scherrer      | Laurent Thevenet |
| 2006                                     | La Plagne   | Loïc Collomb-Patton   | Thibault Fornier        | Vincent Estorc   |
| 2018                                     | Font-Romeu  | Gaetan Carlier        | Benoît Burrati          | Paul Vieuxtemps  |
| 2019                                     | Les Arcs    | Dylan Guillaud-Magnin | Benoît Burrati          | Eliot Gorry      |
| 2020                                     | Les Arcs    | Antoine Adelisse      | Vincent Maharavo        | Benoît Burrati   |
| 2021                                     | Les Arcs    | Antoine Adelisse      | Timothé Sivignon        | Vincent Maharavo |
| 2022                                     | Alpe d'Huez | Annulés               |                         |                  |
| 2023                                     | Val Thorens | Vincent Maharavo      | Nathan Pecqueur Col     | Timothé Roch     |

### Femmes
| Année                                    | Station     | Or             | Argent           | Bronze                  |
| Les données manquantes sont à compléter. |             |                |                  |                         |
| 2002                                     | La Plagne   | Marie Martinod | Marie Andrieux   | -                       |
| 2006                                     | La Plagne   | Marie Martinod | Sarah Avettand   | Oriane Berard           |
| 2018                                     | Font-Romeu  | Tess Ledeux    | Justine Cuoq     | Jade Michaud            |
| 2019                                     | Les Arcs    | Lou Barin      | Eleonora Ferrari | Ivana Mermillod-Blondin |
| 2020                                     | Les Arcs    | Tess Ledeux    | Lou Barin        | Jade Michaud            |
| 2021                                     | Les Arcs    | Tess Ledeux    | Lou Barin        | Jade Michaud            |
| 2022                                     | Alpe d'Huez | Annulés        |                  |                         |